# Boisseron
Boisseron est une commune française située dans le nord-est du département de l'Hérault, en région Occitanie.
Exposée à un climat méditerranéen, elle est drainée par le Vidourle, la Bénovie, le Ribansol, le ruisseau de Courchamp et par deux autres cours d'eau. La commune possède un patrimoine naturel remarquable : un site Natura 2000 (« le Vidourle ») et quatre zones naturelles d'intérêt écologique, faunistique et floristique.
Boisseron est une commune rurale qui compte 2 178 habitants en 2022, après avoir connu une forte hausse de la population depuis 1962. Elle fait partie de l'aire d'attraction de Montpellier. Ses habitants sont appelés les Boisseronnais et Boisseronnaises.

## Géographie

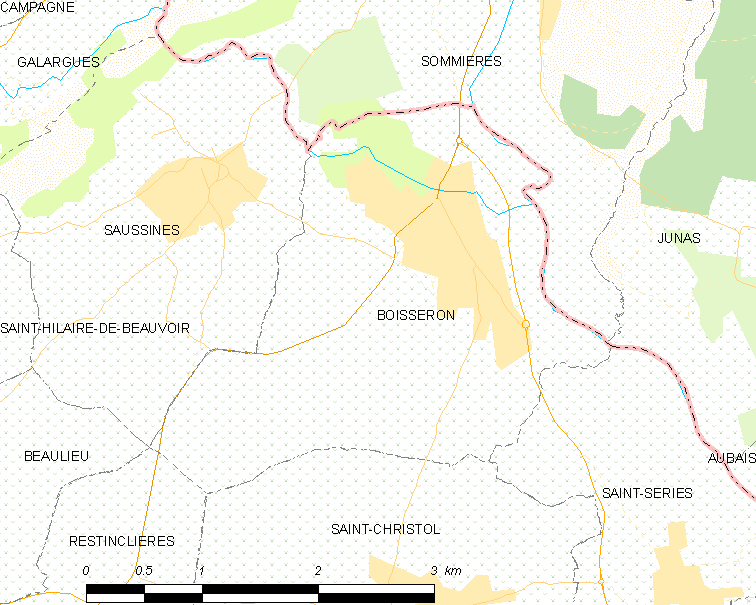
Carte du territoire communal.

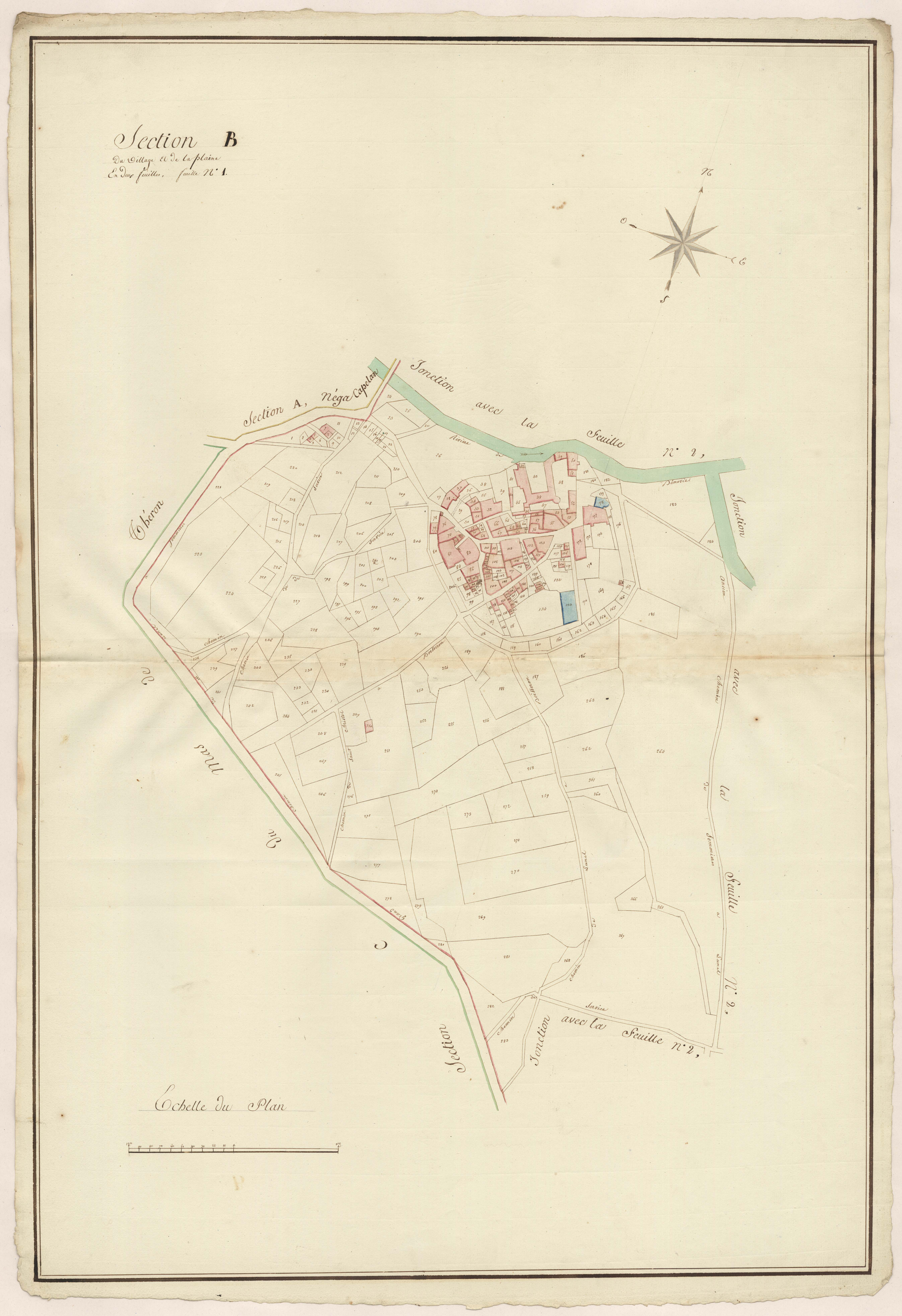
Cadastre napoléonien : plan de la section du Village et de La Plaine (1812).

Le territoire communal occupe une surface d'environ 740 hectares et situé à une altitude minimale de 19 m et maximale de 77 m, sur un sol composé de molasses coquillières.
Boisseron fait partie du canton de Lunel. Elle est voisine des communes de Junas, Sommières, Saussines, Restinclières, Saint-Christol et Saint-Sériès. La plus grande ville à proximité est Sommières, située à trois kilomètres au nord dans le département voisin du Gard. Lunel, chef-lieu du canton, est située au sud à onze kilomètres.

### Hydrologie
Le territoire communal est essentiellement drainé par les cours d'eau du Vidourle, la Bénovie et le Rieutord, puis par un circuit secondaire avec les ruisseaux de : Nègue-Capelan, Mas de Planchenault et Courchamp.
La commune de Boisseron est située à la confluence du cours d'eau de la Bénovie et du bassin versant du Vidourle, à l'intersection de la route départementale 34 et de la route nationale 110.
Le 16 octobre 1998, un premier plan de prévention du risque inondation (PPRI), basé sur un aléa de crues centennales, est approuvé par arrêté préfectoral dans la commune de Boisseron comprenant également les communes de Saturargues, Saint-Sériès et Villetelle.

### Climat
Pour des articles plus généraux, voir Climat de l'Occitanie et Climat de l'Hérault.
En 2010, le climat de la commune est de type climat méditerranéen franc, selon une étude s'appuyant sur une série de données couvrant la période 1971-2000. En 2020, Météo-France publie une typologie des climats de la France métropolitaine dans laquelle la commune est exposée à un climat méditerranéen et est dans la région climatique  Provence, Languedoc-Roussillon, caractérisée par une pluviométrie faible en été, un très bon ensoleillement (2 600 h/an), un été chaud (21,5 °C), un air très sec en été, sec en toutes saisons, des vents forts (fréquence de 40 à 50 % de vents > 5 m/s) et peu de brouillards.
Pour la période 1971-2000, la température annuelle moyenne est de 14,4 °C, avec une amplitude thermique annuelle de 17,1 °C. Le cumul annuel moyen de précipitations est de 758 mm, avec 6,2 jours de précipitations en janvier et 2,9 jours en juillet. Pour la période 1991-2020, la température moyenne annuelle observée sur la station météorologique la plus proche, située dans la commune de Entre-Vignes à 4 km à vol d'oiseau, est de 15,1 °C et le cumul annuel moyen de précipitations est de 748,8 mm,. Pour l'avenir, les paramètres climatiques de la commune estimés pour 2050 selon différents scénarios d'émission de gaz à effet de serre sont consultables sur un site dédié publié par Météo-France en novembre 2022.

### Milieux naturels et biodiversité

#### Réseau Natura 2000

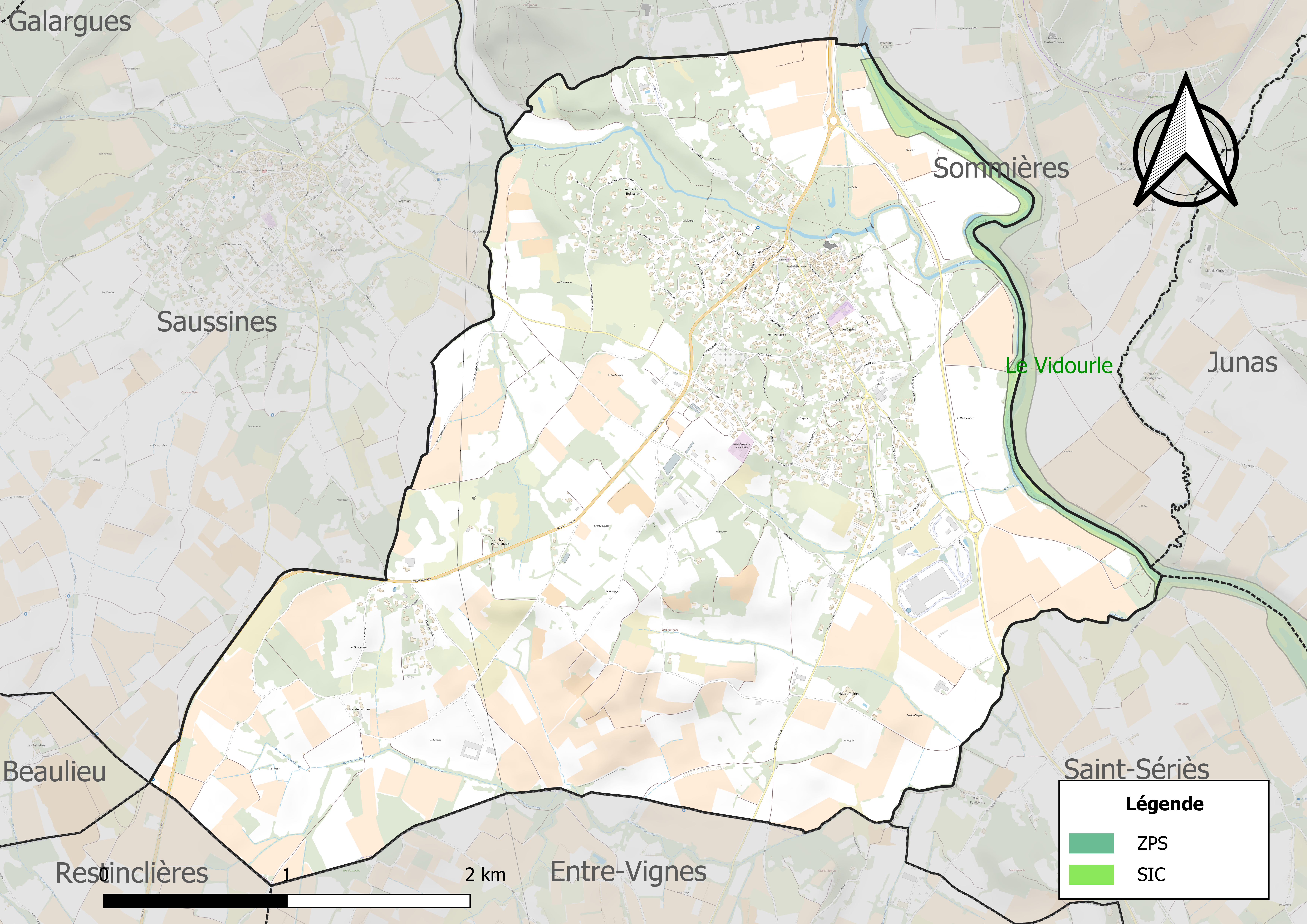
Site Natura 2000 sur le territoire communal.

Le réseau Natura 2000 est un réseau écologique européen de sites naturels d'intérêt écologique élaboré à partir des directives habitats et oiseaux, constitué de zones spéciales de conservation (ZSC) et de zones de protection spéciale (ZPS).
Un site Natura 2000 a été défini dans la commune au titre de la directive habitats : « le Vidourle », d'une superficie de 209 ha, présentant un intérêt biologique tout particulier au regard de l'existence d'espèces aquatiques et palustres remarquables et singulières par rapport à d'autres cours d'eau de la région. Le Gomphe de Graslin, libellule d'intérêt communautaire, justifie notamment l'inscription du Vidourle au réseau Natura 2000.

#### Zones naturelles d'intérêt écologique, faunistique et floristique
L’inventaire des zones naturelles d'intérêt écologique, faunistique et floristique (ZNIEFF) a pour objectif de réaliser une couverture des zones les plus intéressantes sur le plan écologique, essentiellement dans la perspective d’améliorer la connaissance du patrimoine naturel national et de fournir aux différents décideurs un outil d’aide à la prise en compte de l’environnement dans l’aménagement du territoire.
Trois ZNIEFF de type 1 sont recensées dans la commune :
- le « bois du puech Bouquet » (121 ha), couvrant 2 communes dont une dans le Gard et une dans l'Hérault[13] ;
- le « cours du Vidourle de Salinelles à Gallargues » (153 ha), couvrant 10 communes dont six dans le Gard et quatre dans l'Hérault[14],
- les « plaines de Beaulieu et Saussines » (1 986 ha), couvrant 7 communes du département[15] ;

et une ZNIEFF de type 2, : 
la « vallée du Vidourle de Sauve aux étangs » (691 ha), couvrant 21 communes dont 16 dans le Gard et cinq dans l'Hérault.

Carte des ZNIEFF de type 1 et 2 à Boisseron.
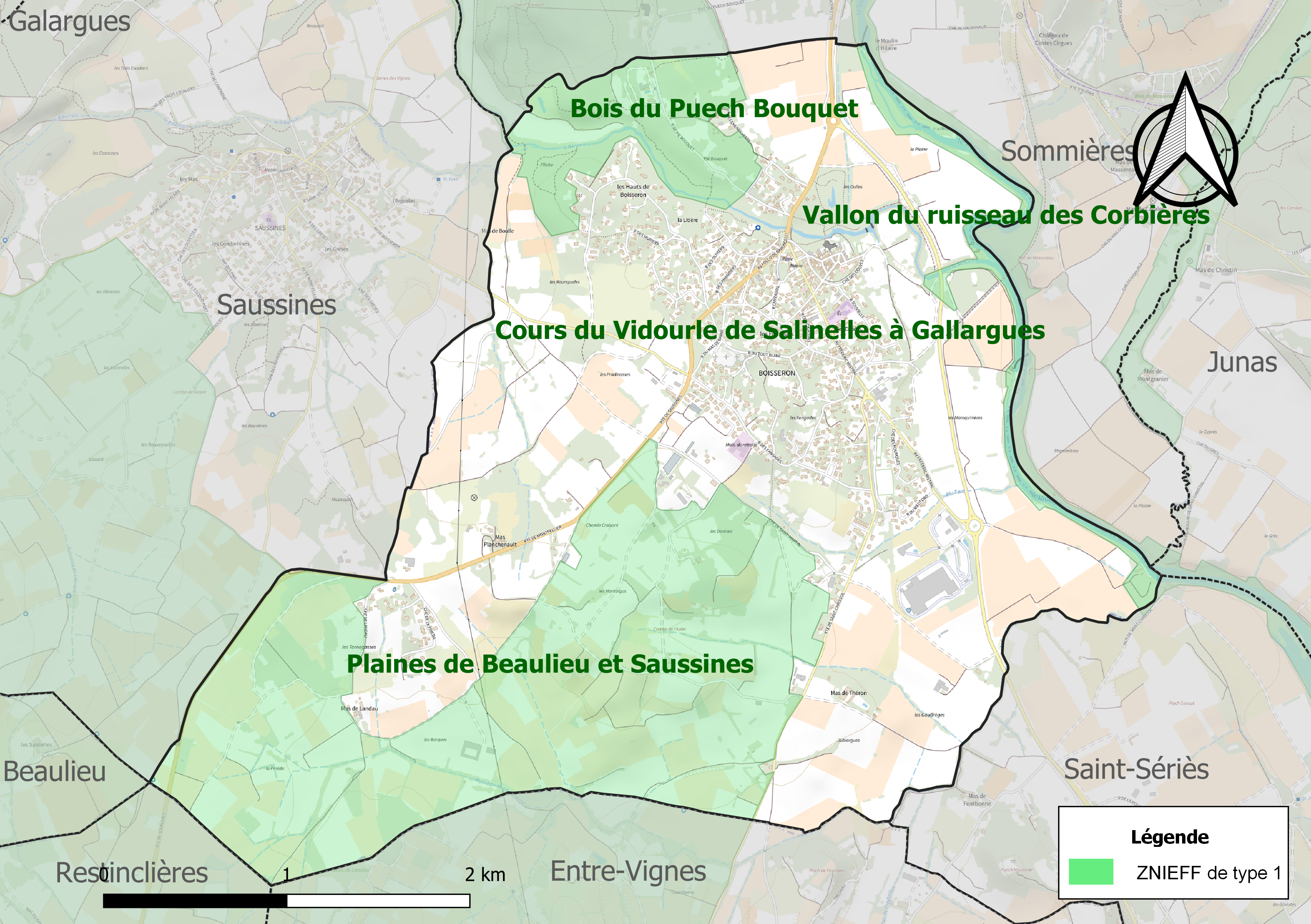
Carte des ZNIEFF de type 1 dans la commune.
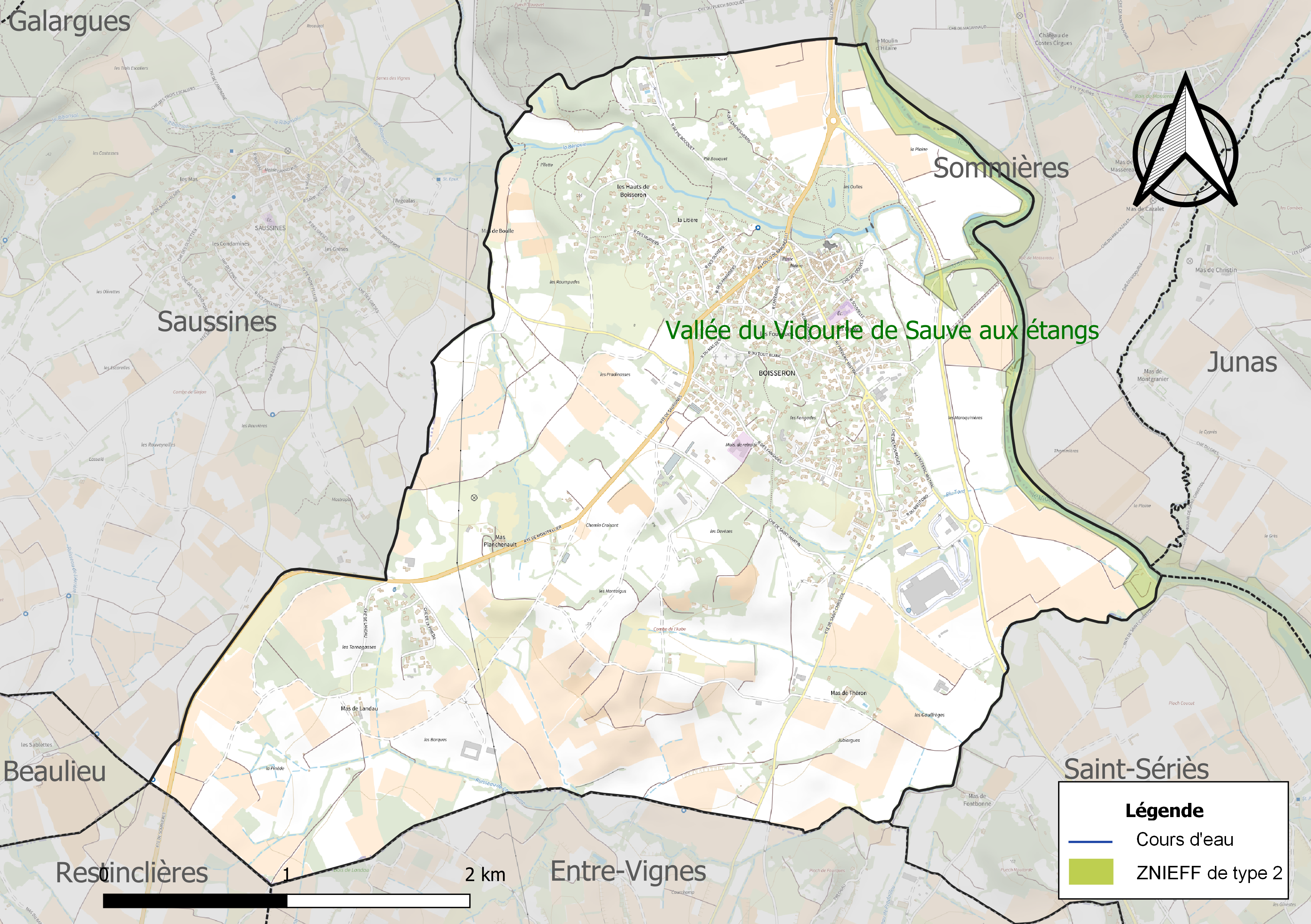
Carte de la ZNIEFF de type 2 dans la commune.

## Urbanisme

### Typologie
Au 1er janvier 2024, Boisseron est catégorisée bourg rural, selon la nouvelle grille communale de densité à sept niveaux définie par l'Insee en 2022.
Elle est située hors unité urbaine. Par ailleurs la commune fait partie de l'aire d'attraction de Montpellier, dont elle est une commune de la couronne,. Cette aire, qui regroupe 161 communes, est catégorisée dans les aires de 700 000 habitants ou plus (hors Paris),.

### Occupation des sols
L'occupation des sols de la commune, telle qu'elle ressort de la base de données européenne d’occupation biophysique des sols Corine Land Cover (CLC), est marquée par l'importance des territoires agricoles (77,7 % en 2018), en diminution par rapport à 1990 (80,7 %). La répartition détaillée en 2018 est la suivante : 
cultures permanentes (69,1 %), zones urbanisées (17,4 %), zones agricoles hétérogènes (8,6 %), milieux à végétation arbustive et/ou herbacée (4,9 %). L'évolution de l’occupation des sols de la commune et de ses infrastructures peut être observée sur les différentes représentations cartographiques du territoire : la carte de Cassini (XVIIIe siècle), la carte d'état-major (1820-1866) et les cartes ou photos aériennes de l'IGN pour la période actuelle (1950 à aujourd'hui).

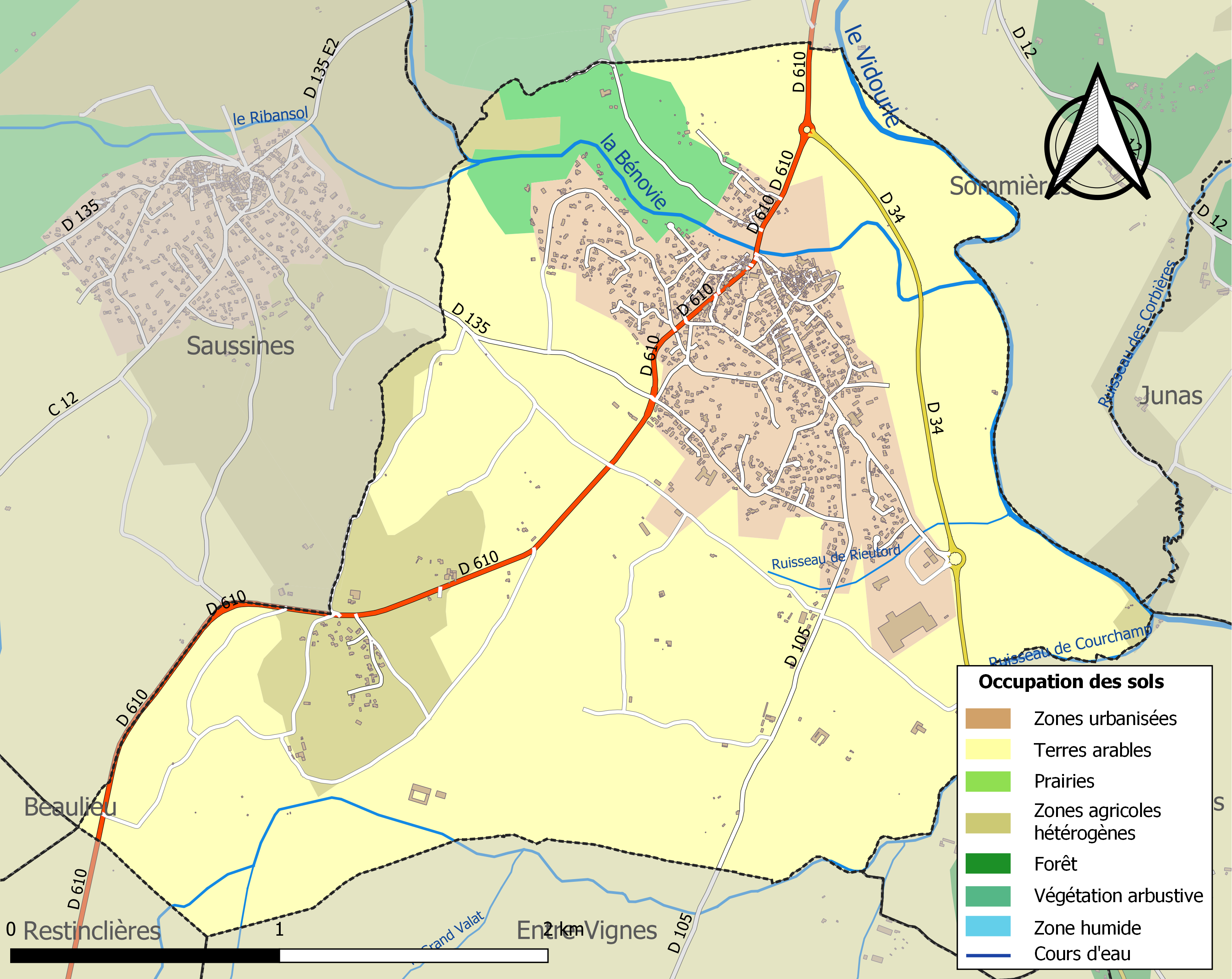
Carte des infrastructures et de l'occupation des sols de la commune en 2018 (CLC).

### Risques majeurs
Le territoire de la commune de Boisseron est vulnérable à différents aléas naturels : météorologiques (tempête, orage, neige, grand froid, canicule ou sécheresse), inondations, feux de forêts et séisme (sismicité faible). Il est également exposé à un risque technologique,  le transport de matières dangereuses. Un site publié par le BRGM permet d'évaluer simplement et rapidement les risques d'un bien localisé soit par son adresse soit par le numéro de sa parcelle.

#### Risques naturels
Certaines parties du territoire communal sont susceptibles d’être affectées par le risque d’inondation par débordement de cours d'eau, notamment le Vidourle et la Bénovie. La commune a été reconnue en état de catastrophe naturelle au titre des dommages causés par les inondations et coulées de boue survenues en 1982, 1992, 1994, 2001, 2002, 2005, 2014 et 2015,.
Boisseron est exposée au risque de feu de forêt. Un plan départemental de protection des forêts contre les incendies (PDPFCI) a été approuvé en juin 2013 et court jusqu'en 2022, où il doit être renouvelé. Les mesures individuelles de prévention contre les incendies sont précisées par deux arrêtés préfectoraux et s’appliquent dans les zones exposées aux incendies de forêt et à moins de 200 mètres de celles-ci. L’arrêté du 25 avril 2002 réglemente l'emploi du feu en interdisant notamment d’apporter du feu, de fumer et de jeter des mégots de cigarette dans les espaces sensibles et sur les voies qui les traversent sous peine de sanctions. L'arrêté du 11 mars 2013 rend le débroussaillement obligatoire, incombant au propriétaire ou ayant droit,.

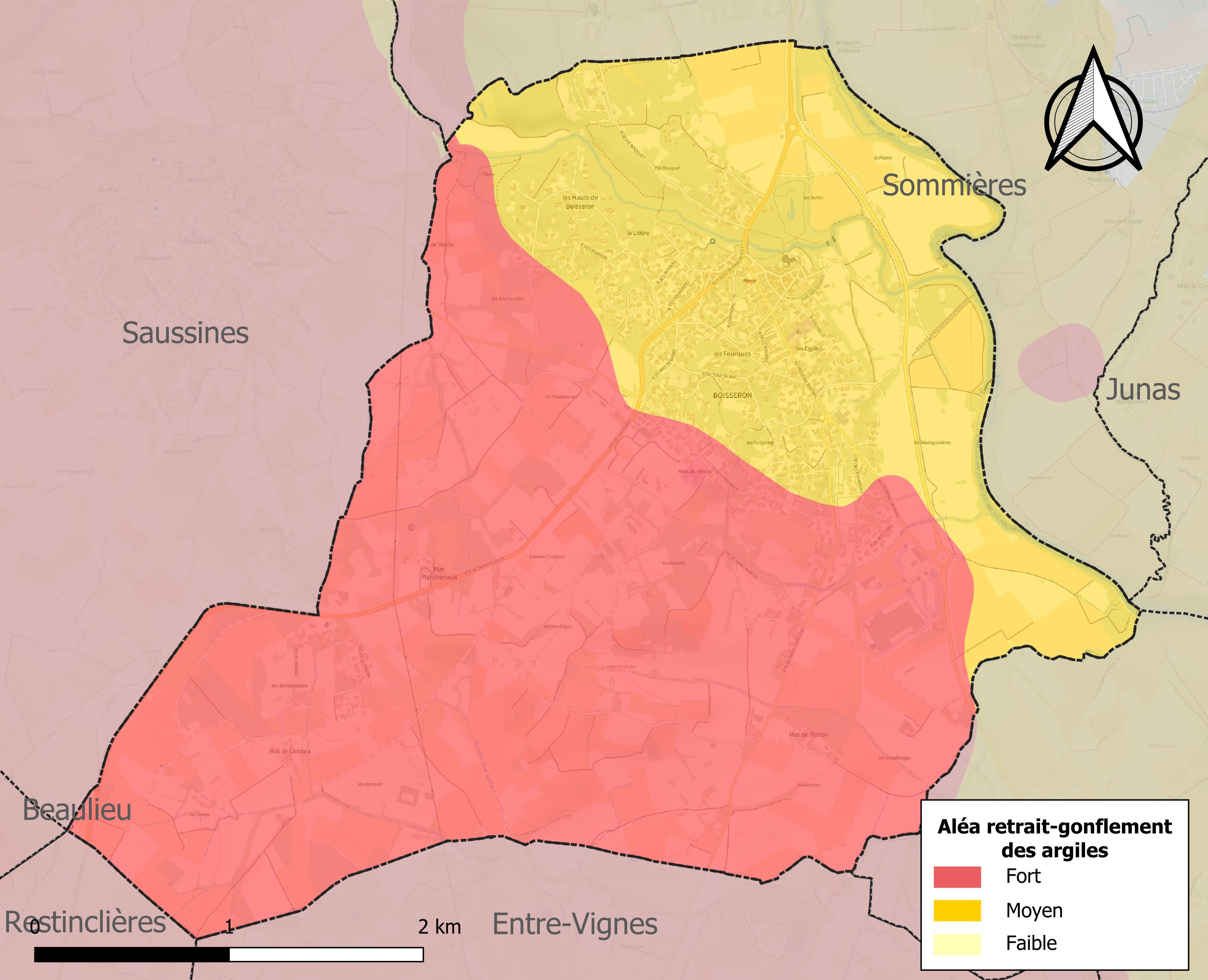
Carte des zones d'aléa retrait-gonflement des sols argileux de Boisseron.

Le retrait-gonflement des sols argileux est susceptible d'engendrer des dommages importants aux bâtiments en cas d’alternance de périodes de sécheresse et de pluie. La totalité de la commune est en aléa moyen ou fort (59,3 % au niveau départemental et 48,5 % au niveau national). Sur les 728 bâtiments dénombrés dans la commune en 2019, 728 sont en aléa moyen ou fort, soit 100 %, à comparer aux 85 % au niveau départemental et 54 % au niveau national. Une cartographie de l'exposition du territoire national au retrait gonflement des sols argileux est disponible sur le site du BRGM,.
Par ailleurs, afin de mieux appréhender le risque d’affaissement de terrain, l'inventaire national des cavités souterraines permet de localiser celles situées dans la commune.

#### Risques technologiques
Le risque de transport de matières dangereuses dans la commune est lié à sa traversée par des infrastructures routières ou ferroviaires importantes ou la présence d'une canalisation de transport d'hydrocarbures. Un accident se produisant sur de telles infrastructures est susceptible d’avoir des effets graves sur les biens, les personnes ou l'environnement, selon la nature du matériau transporté. Des dispositions d’urbanisme peuvent être préconisées en conséquence.

## Toponymie
Boisseron, pour les Romains un lieu couvert de buis, dénommé « Buxedonis Lucus ».
Les premières mentions archivistiques du village sont datées du XIIe siècle : « castro buxedone » en 1110 cité dans le cartulaire de Nîmes, « castrum de Boisedono » en 1168 cité dans le manuscrit d'Aubais et « castrum de Buxedone » en 1219 cité dans le cartulaire de Maguelone. En 1222, le village porte le nom de « Boyssezon ». Sous l'Ancien Régime (1666-1773), Boisseron est identifié sous la variante de « Bouisseron ».
En occitan, Boisseron se traduit par « boicharon » (selon le Petit Thalamus de Montpellier).

## Histoire
Avec diverses traces d'habitats présentes dans la commune des périodes néolithiques, chalcolithiques et âge du fer. Au Ier siècle de notre ère, un castrum miliaire est installé pour la surveillance du pont édifié à Sommières par les légionnaires de l'Empereur Tibère, le pont de Boisseron est édifié pour enjamber la rivière de la Bénovie et assurer une voie romaine secondaire de communication entre les Cévennes et le littoral par le golfe d'Aigues-Mortes.
Boisseron ainsi d'ailleurs que Saussines, Restinclières se trouvaient reliées à la cité de Sommières avant garde de l’opulente Nîmes l'une des plus belles villes de la Gaule d'où était originaire la famille de l'Empereur Antonin, ce qui entraîna la création de nombreuses garnisons préservant le village des attaques barbares.
En 1222, le village est composé d'habitat médiéval, lorsque la croisade des Albigeois menée par Amaury de Montfort met à sac le village et déplace toute la population.
La seigneurie appartient à la famille Bermond de Sauve jusqu'au XVIe siècle, sous la protection de l'évêque de Maguelone en 1243, 1265, 1333. En 1591, elle est vendue à la famille de Gondin. En 1789, Thomas Le Sage d'Hauteroche d'Hulst vote sous le nom de seigneur de Boisseron aux assemblées de la noblesse.
En 1620, une avocate de Nîmes, Anne Rulman, établit une esquisse complète du village, en décrivant l'enceinte fortifiée avec ses remparts et douves et les caractéristiques du château.
En septembre 2002, le bassin versant du Vidourle est frappé par une crue majeure qui a marqué les esprits des riverains et l’opinion publique par son ampleur et sa puissance dévastatrice. Cette crue, conséquence d’une pluviométrie d’une intensité rare à exceptionnelle est la plus importante parmi toutes les autres crues historiques connues à Sommières, y compris celle d'octobre 1958, malgré la création des barrages écrêteurs de crues de Ceyrac, Conqueyrac et La Rouvière.
En 2011, le bâti à usage de château d’eau, édifié au carrefour de la  route de Saussines, représentant une masse de 250 tonnes de béton, devenu obsolète est détruit par un brise-béton hydraulique en quelques secondes. Bâtit en 1961, la construction pouvait contenir un volume de 250 m3, pour une hauteur de 24 mètres et un diamètre de 8 mètres. Hors service depuis les années 90, il a été remplacé par le réservoir dit de « Planchenault » afin d’améliorer l'alimentation en eau de la commune et de sa voisine Saussines,,.
Le parc dénommé « Louis Armand » qui rassemble les équipements sportifs, stade football Pierre Sadoul, courts de tennis (2), terrains de boules et jeux pour enfants, est situé à l'ancienne gare qui a vu sa destination changée du fait de la désaffectation de la ligne de chemin de fer Sommières-Montpellier, la partie bâti propriété communale est destinée à l'habitation pour partie et pour autre partie aux associations, une voie verte saint géniez des mourgues-boisseron a été aménagée et pratiquement terminée.

### Château
C’est d’abord une puissante tour à signaux construite par les légions de l’empereur Tibère entre 19 et 31 pour garder le pont sur la Bénovie, sur la route reliant Restinclières (importante garnison) à Nîmes capitale de la région.
Après le départ des romains les Maures construisent un moulin au confluent de la Bénovie et du Vidourle. Mettant fin à l’occupation des musulmans Charles Martel rattache le Languedoc (alors appelé Septimanie) à l’empire franc en 759. Charlemagne installe dans l’ancienne tour romaine le premier seigneur de Boisseron.
Les générations ne cesseront d’agrandir le domaine, enrichissant les constructions. La tradition rapporte que Saint-Louis, Blanche de Castille et Saint Dominique s’y arrêtent en allant embarquer pour la VIIe croisade. 
En 1753 le château est devenu une baronnie somptueuse, riche et puissante avec une métairie opulente et trois tours. Il est vendu à François d’Hauteroche, comte d’Hulst.
Par mariage, le château passe de la famille Le Sage d'Hauteroche d'Hulst à la famille de Galard, comte de Béarn Brassac, et par vente en 1847 à la famille Moynier Chamberand. 
En 1856, le château est vendu à la famille Silhol. 
La propriété passe ensuite aux familles Kléber, Pagesi puis de Fleurieu.
Le château de base médiévale qui a fait l'objet de modification, de forme en U  est passé en forme en L à la suite d'un incendie vers 1870.
En 1965, le château a été vendu à l’association nationale des membres du mérite sportif et des médaillés de la jeunesse et des sports,et a hébergé à cet effet de nombreux sportifs retraités.
Ce château et ses dépendances qui n'a jamais appartenu à une collectivité publique deviendra par la suite maison de convalescence pour personnes âgées puis maison de vacances et ensuite vendu à un particulier en 2004 qui en était  toujours le propriétaire en 2022.(château et dépendances bâti et non bâti) celui-ci l'a vendu en 2023 à un particulier qui entreprend la restauration.
Il est entouré d’un parc de 5 ha plantés d’arbres séculaires peu communs. C’est un joyau horticole. On y trouve : micocouliers, cyprès de l’Arizona, pins noirs d’Autriche, cèdres du Liban, érables, charmes, tilleuls argentés et palmiers de Chine. Deux norias actionnées à l’époque par des mulets servaient à remonter l’eau des puits. Depuis 1873 le parc a été entretenu par des générations de jardiniers de la même famille.

### Héraldique
| Blason de Boisseron | Les armes de Boisseron se blasonnent ainsi : « d'or à un buis de sinople, au chef d'azur chargé de trois trèfles du champ ». |

## Politique et administration

### Liste des maires
| Période | Période                   | Identité         | Étiquette | Qualité |
| ------- | ------------------------- | ---------------- | --------- | --- |
| 1945    | 1964                      | Arthur Salançon  |           | |
| 1965    | 1989                      | Jacques Lafont   | gaulliste | Avocat, résistant sous le pseudonyme « Legrand » Membre du conseil de l'ordre de 1953 à 1957 puis bâtonnier en 1977 et 1978 Président du comité d’éthique du CHU de Montpellier en 1992 |
| 1990    | 1995                      | Jacques Grimard  |           | |
| 1996    | 2020                      | Francis Pratx    | DVG       | Viticulteur |
| 2020    | En cours (au 28 mai 2020) | Loïc Fataccioli, | SE        | Directeur technique du bureau d'études de Semofi, |

## Démographie
L'évolution du nombre d'habitants est connue à travers les recensements de la population effectués dans la commune depuis 1793. Pour les communes de moins de 10 000 habitants, une enquête de recensement portant sur toute la population est réalisée tous les cinq ans, les populations de référence des années intermédiaires étant quant à elles estimées par interpolation ou extrapolation. Pour la commune, le premier recensement exhaustif entrant dans le cadre du nouveau dispositif a été réalisé en 2005.

En 2022, la commune comptait 2 178 habitants, en évolution de +11,92 % par rapport à 2016 (Hérault : +7,49 %, France hors Mayotte : +2,11 %).
| 1793 | 1800 | 1806 | 1821 | 1831 | 1836 | 1841 | 1846 | 1851 |
| ---- | ---- | ---- | ---- | ---- | ---- | ---- | ---- | ---- |
| 195  | 177  | 217  | 280  | 299  | 331  | 333  | 343  | 365  |

| 1856 | 1861 | 1866 | 1872 | 1876 | 1881 | 1886 | 1891 | 1896 |
| ---- | ---- | ---- | ---- | ---- | ---- | ---- | ---- | ---- |
| 409  | 423  | 446  | 458  | 522  | 687  | 572  | 538  | 541  |

| 1901 | 1906 | 1911 | 1921 | 1926 | 1931 | 1936 | 1946 | 1954 |
| ---- | ---- | ---- | ---- | ---- | ---- | ---- | ---- | ---- |
| 518  | 510  | 546  | 553  | 546  | 586  | 555  | 501  | 538  |

| 1962 | 1968 | 1975 | 1982 | 1990 | 1999  | 2005  | 2006  | 2010  |
| ---- | ---- | ---- | ---- | ---- | ----- | ----- | ----- | ----- |
| 560  | 583  | 643  | 864  | 981  | 1 151 | 1 313 | 1 319 | 1 719 |

| 2015  | 2020  | 2022  | - | - | - | - | - | - |
| ----- | ----- | ----- | - | - | - | - | - | - |
| 1 909 | 2 113 | 2 178 | - | - | - | - | - | - |

## Économie

### Revenus
En 2018, la commune compte 791 ménages fiscaux, regroupant 2 043 personnes. La médiane du revenu disponible par unité de consommation est de 23 150 € (20 330 € dans le département). 52 % des ménages fiscaux sont imposés (45,8 % dans le département).

### Emploi
|                | 2008   | 2013   | 2018  |
| -------------- | ------ | ------ | ----- |
| Commune        | 9,2 %  | 10,1 % | 7,4 % |
| Département    | 10,1 % | 11,9 % | 12 %  |
| France entière | 8,3 %  | 10 %   | 10 %  |

En 2018, la population âgée de 15 à 64 ans s'élève à 1 176 personnes, parmi lesquelles on compte 79,2 % d'actifs (71,8 % ayant un emploi et 7,4 % de chômeurs) et 20,8 % d'inactifs,. En  2018, le taux de chômage communal (au sens du recensement) des 15-64 ans est inférieur à celui de la France et du département, alors qu'en 2008 il était supérieur à celui de la France.
La commune fait partie de la couronne de l'aire d'attraction de Montpellier, du fait qu'au moins 15 % des actifs travaillent dans le pôle,. Elle compte 324 emplois en 2018, contre 411 en 2013 et 331 en 2008. Le nombre d'actifs ayant un emploi résidant dans la commune est de 858, soit un indicateur de concentration d'emploi de 37,8 % et un taux d'activité parmi les 15 ans ou plus de 58,8 %.
Sur ces 858 actifs de 15 ans ou plus ayant un emploi, 133 travaillent dans la commune, soit 16 % des habitants. Pour se rendre au travail, 89,4 % des habitants utilisent un véhicule personnel ou de fonction à quatre roues, 1,6 % les transports en commun, 4,2 % s'y rendent en deux-roues, à vélo ou à pied et 4,9 % n'ont pas besoin de transport (travail au domicile).

### Activités hors agriculture

#### Secteurs d'activités
207 établissements sont implantés  à Boisseron au 31 décembre 2019. Le tableau ci-dessous en détaille le nombre par secteur d'activité et compare les ratios avec ceux du département,.
| Secteur d'activité                                                                                        | Commune | Commune | Département |
| Secteur d'activité                                                                                        | Nombre  | %       | %           |
| --- | ------- | ------- | ----------- |
| Ensemble                                                                                                  | 207     | 100 %   | (100 %)     |
| Industrie manufacturière, industries extractives et autres                                                | 8       | 3,9 %   | (6,7 %)     |
| Construction                                                                                              | 44      | 21,3 %  | (14,1 %)    |
| Commerce de gros et de détail, transports, hébergement et restauration                                    | 37      | 17,9 %  | (28 %)      |
| Information et communication                                                                              | 2       | 1 %     | (3,3 %)     |
| Activités financières et d'assurance                                                                      | 3       | 1,4 %   | (3,2 %)     |
| Activités immobilières                                                                                    | 11      | 5,3 %   | (5,3 %)     |
| Activités spécialisées, scientifiques et techniques et activités de services administratifs et de soutien | 45      | 21,7 %  | (17,1 %)    |
| Administration publique, enseignement, santé humaine et action sociale                                    | 35      | 16,9 %  | (14,2 %)    |
| Autres activités de services                                                                              | 22      | 10,6 %  | (8,1 %)     |

Le secteur des activités spécialisées, scientifiques et techniques et des activités de services administratifs et de soutien est prépondérant dans la commune puisqu'il représente 21,7 % du nombre total d'établissements de la commune (45 sur les 207 entreprises implantées  à Boisseron), contre 17,1 % au niveau départemental.

#### Entreprises et commerces
Les cinq entreprises ayant leur siège social sur le territoire communal qui génèrent le plus de chiffre d'affaires en 2020 sont : 
- Rouille Coulon, transports routiers de fret interurbains (21 489 k€) ;
- ST Groupe, travaux de revêtement des sols et des murs (14 351 k€) ;
- ST Consulting, activités des sociétés holding (2 187 k€) ;
- Chauffclim, travaux d'installation d'équipements thermiques et de climatisation (572 k€) ;
- L.holding, activités des sociétés holding (455 k€).

### Agriculture
La commune est dans le « Soubergues », une petite région agricole occupant le nord-est du département de l'Hérault. En 2020, l'orientation technico-économique de l'agriculture  dans la commune est la viticulture.
|               | 1988 | 2000 | 2010 | 2020 |
| ------------- | ---- | ---- | ---- | ---- |
| Exploitations | 37   | 36   | 24   | 14   |
| SAU (ha)      | 275  | 348  | 269  | 446  |

Le nombre d'exploitations agricoles en activité et ayant leur siège dans la commune est passé de 37 lors du recensement agricole de 1988  à 36 en 2000 puis à 24 en 2010 et enfin à 14 en 2020, soit une baisse de 62 % en 32 ans. Le même mouvement est observé à l'échelle du département qui a perdu pendant cette période 67 % de ses exploitations,. La surface agricole utilisée dans la commune a quant à elle augmenté, passant de 275 ha en 1988 à 446 ha en 2020. Parallèlement la surface agricole utilisée moyenne par exploitation a augmenté, passant de 7 à 32 ha.

## Culture locale et patrimoine

### Lieux et monuments
- Le château, ravagé partiellement par les flammes en 2013[50] et son parc avec ses arbres magnifiques (certains sont classés) autour de la Bénovie est une propriété privée, il est dans un état de total abandon ;
- L'enceinte de Boisseron et la porte fortifiée représentent la ceinture d'un bourg castral attesté depuis le XIIe siècle[51]. Par arrêté préfectoral du 3 mai 2006, l'enceinte urbaine, comprenant les remparts et les douves, est inscrite au titre des monuments historiques[1]. Un arrêté préfectoral du 4 janvier 1995 inscrit à l'inventaire supplémentaire des Monuments historiques, la porte fortifiée, construite entre le XIIIe et le XVe siècle ;
- Pont romain : construit au Ier siècle, sur le cours d'eau de la Bénovie, pour le passage d'une bretelle de Nîmes à Vendargues, entre la vieille route de Nîmes à Vieille-Toulouse et la Voie Domitienne, il avait à l'origine 5 arches de plein cintre, une longueur de 50,60 mètres, une largeur de 3,57 mètres, et une voie unique. Vers 1830, il a été dénaturé, par un élargissement côté amont, l'ajout d'une 6e arche en rive droite, et l'obstruction des ouïes d'évacuation. Les arches ont été édifiées en deux anneaux indépendants, technique que l'on rencontre aussi dans la région (pont de Sommières, d'Arnia à Nages et à l'aqueduc du Gard). Inscrit parmi les monuments historiques depuis le 9 juin 2005, le pont romain de Boisseron est classé depuis 2008[27] ;
- Église Saint-Laurent de Boisseron (XIXe) avec son clocher du XXe ;
- Le temple protestant de Boisseron (XIXe) ;
- L'hôtel de ville et son original clocheton-campanile à coupole en zinc (XIXe) ;
- La cave coopérative édifiée après la guerre de 1939-1945 par les frères Rodier avec des pierres de la carrière de Boisseron a fait l'objet d'un agrandissement en 1954, elle présente un côté architectural spécifique à l'entrée du village côté Lunel.
- L'ancienne petite gare du type « 2 portes PLM » (propriété de la commune) qui possède notamment la cloche d'annonce des trains ;
- Des domaines avoisinants le village sont présents, tels que les domaines de Gajan, Le Théron, Landau et Planchenault.

### Fonds d'archives
- Fonds : Archives communales de Boisseron (1666-1773) [0,15 ml].  Cote : 33 EDT. Montpellier : Archives départementales de l'Hérault (présentation en ligne).